# Fiona Iredale
Kristeen Fiona Iredale (Dundee, Escocia; 1 de diciembre de 1967) es una deportista neozelandesa que compitió en judo. Ganó tres medallas en el Campeonato de Oceanía de Judo en los años 1998 y 2000.

## Palmarés internacional
| Campeonato de Oceanía | Campeonato de Oceanía | Campeonato de Oceanía | Campeonato de Oceanía |
| Año                   | Lugar                 | Medalla               | Categoría             |
| --------------------- | --------------------- | --------------------- | --------------------- |
| 1998                  | Apia (Samoa)          | Medalla de bronce     | +78 kg                |
| 1998                  | Apia (Samoa)          | Medalla de bronce     | Abierta               |
| 2000                  | Sídney (Australia)    | Medalla de oro        | +78 kg                |